# LIMITLESS (男子團體)
LIMITLESS（韓語：리미트리스），是韓國ONO娛樂於2019年推出的六人男子组合，成員包括張文福、湛展、李輝燦、成玹祐、尹熙錫及蔡小鑫，團體原定由2019年5月出道，順延至7月9日以單曲《Dream Play》發表出道曲。2020年5月，熙錫宣佈退出團體。團體改以五人體制繼續活動。雖沒正式公開團體解散，但公司已倒閉，意味團體解散。

## 成員資料
- 名字粗體為隊長

| 已離開成員列表 |        |          |        |        |                |                                |                  |                               |
| 藝名           | 藝名   | 藝名     | 本名   | 本名   | 本名           | 出生日期 出生地                | 隊內擔當         | 學歷                          |
| 漢字           | 諺文   | 羅馬拼音 | 漢字   | 諺文   | 羅馬拼音       | 出生日期 出生地                | 隊內擔當         | 學歷                          |
| -              |        | Jmvok    | 張文福 | 장문복 | Jang Moon Bok  | 1995年4月11日 · 大邱廣域市     | 饒舌             |                               |
| -              | 제이진 | J-Jin    | 湛展   |        | Zhan Zhan      | 1996年3月19日 · 中国湖南省     | 副唱             |                               |
| -              | 레이찬 | Raychan  | 李輝燦 | 이휘찬 | Lee Hwi Chan   | 1996年4月18日 · 全羅北道金堤市 | 領唱             |                               |
| -              | 에이엠 | A.M      | 成玹祐 | 성현우 | Seong Hyun Woo | 1996年12月31日 ·               | 隊長、饒舌、副唱 |                               |
| 熙錫           | 희석   | Hee Seok | 尹熙錫 | 윤희석 | Yoon Hee Seok  | 1997年6月10日 ·                | 主唱             | 建國大學電影藝術系 （在學中） |
| -              | 씨아이 | C.I      | 蔡小鑫 |        | Cai Xiao Xin   | 1999年3月6日 · 中国湖南省      | 副唱、忙內       |                               |

## 活動經歷

### 出道前
2010年7月，Jmvok參與《Super Star K》第二季。
2017年4月，Jmvok（ONO娛樂練習生）、熙錫（Jellyfish娛樂練習生）、A.M（THEVIBE LABLE練習生）參與《PRODUCE 101 第二季》，并曾于组合对抗评价中于另三名练习生表演EXO之CALL ME BABY（页面存档备份，存于）。最終三人排名分別為第27名、第46名及第61名，未能透過節目出道。
2017年10月，Raychan參與由YG娛樂投資的《MIXNINE》，唯未能通過初選。
2017年12月，Jmvok及A.M合作推出新曲《不要害怕》。
2018年3月，Jmvok推出個人迷你專輯，收錄過去發表過的單曲，A.M和熙錫也參與了此次的專輯。

### 出道後
2019年7月9日，以《Dream Play》一曲正式出道。
2019年10月28日，通過官咖提早宣佈將會有兩位新成員加入，同時宣佈今年內回歸展開活動。11月12日，宣佈團體以同月28日回歸。11月14日，公開兩名中國籍新成員為J-Jin(湛展)及C.I(蔡小鑫)。
2020年5月，熙錫宣佈退出團體。
2021年2月，J-Jin參與中國選秀節目青春有你 (第三季)。

## 影視作品

### 綜藝節目
| 日期                  | 频道 | 名稱                 | 參與成員         | 備註               |
| --------------------- | ---- | -------------------- | ---------------- | ------------------ |
| 2017年4月7日－6月16日 | Mnet | PRODUCE 101 第二季   | 文福、玹祐、熙錫 | 组合对抗评价中同组 |
| 2017年10月29日        | JTBC | MIXNINE              | 輝燦             |                    |
| 2019年8月11日         | MBC  | 神秘音樂秀：蒙面歌王 | 文福             | [ 18 ] [ 19 ]      |
| 2019年9月12日         | MBC  | 偶像明星運動會       | 文福、熙錫       |                    |

## 外部連結
- LIMITLESS的X（前Twitter）
- LIMITLESS的Instagram帳戶
- LIMITLESS的新浪微博

- 張文福（页面存档备份，存于）的Instagram
- Raychan的Instagram
- A.M的Instagram
- 尹熙錫（页面存档备份，存于）的Instagram

- ONO娛樂的官網
- ONO娛樂（页面存档备份，存于）的推特
- ONO娛樂（页面存档备份，存于）的Instagram
- ONO娛樂（页面存档备份，存于）的FaceBook
- ONO娛樂（页面存档备份，存于）的Youtube頻道
- ONO娛樂（页面存档备份，存于）的VLIVE頻道